# Jeff Ballard
Jeff Ballard (* 17. září 1963) je americký jazzový bubeník. Svou kariéru zahájil v polovině osmdesátých let, kdy spolupracoval například se saxofonistou Harveyem Wainapelem. Od roku 1988 působil tři roky v doprovodné skupině zpěváka a klavíristy Raye Charlese. Spolu s kontrabasistou Larrym Grenadierem a saxofonistou Markem Turnerem působí ve skupině Fly, která své první album vydala v roce 2004. Rovněž je členem tria klavíristy Brada Mehldaua. Během své kariéry spolupracoval s řadou dalších hudebníků, mezi které patří například Chick Corea, Pat Metheny a Avišaj Kohen. V roce 2014 vydal pod svým jménem album Time’s Tales, na kterém vedle Ballarda hraje ještě saxofonista Miguel Zenón a kytarista Lionel Loueke.